# Крочефисо (Кјети)
Крочефисо (итал. Crocefisso) је насеље у Италији у округу Кјети, региону Абруцо.
Према процени из 2011. у насељу је живело 127 становника. Насеље се налази на надморској висини од 277 м.